# Matt Cain
Matthew Thomas Cain (ur. 1 października 1984) – amerykański baseballista, który występował na pozycji miotacza w San Francisco Giants.

## Przebieg kariery
Cain został wybrany w 2002 roku w pierwszej rundzie draftu z numerem 25. przez San Francisco Giants i początkowo występował w klubach farmerskich tego zespołu, między innymi we Fresno Grizzlies, reprezentującym poziom Triple-A. W Major League Baseball zadebiutował 29 sierpnia 2005 w meczu przeciwko Colorado Rockies, w którym zaliczył porażkę. 4 września 2005 w spotkaniu z Arizona Diamondbacks zaliczył pierwsze w karierze zwycięstwo, zaś pięć dni później w meczu przeciwko Chicago Cubs rozegrał pierwszy w karierze pełny mecz.
W 2006 w głosowaniu do nagrody National League Rookie of the Year zajął 5. miejsce. Trzy lata później po raz pierwszy wystąpił w Meczu Gwiazd. W sezonie 2010 zagrał w meczu numer 2 World Series, w których Giants pokonali Texas Rangers 4–1. W kwietniu 2012 podpisał nowy, pięcioletni kontrakt wart 112,5 miliona dolarów.
13 czerwca 2012 w wygranym przez Giants 10–0 spotkaniu z Houston Astros, rozegrał 22. w historii MLB perfect game. W tym samym roku wystąpił w jednym meczu World Series, w którym Giants pokonali Detroit Tigers 4–0.
We wrześniu 2017 zakończył karierę zawodniczą.

## Nagrody i wyróżnienia
| Nagroda/wyróżnienie         | Lata             | Źródło       |
| 3× All-Star                 | 2009, 2011, 2012 | [ 1 ]        |
| 2× zwycięzca w World Series | 2010, 2012       | [ 7 ] [ 10 ] |